# نادي المحيط
نادي المحيط هو نادي رياضي ثقافي اجتماعي سعودي، تأسس عام 1396هـ في منطقة الجارودية، يضم 8 ألعاب وهي لعبة كرة القدم وكرة السلة وكرة الطائرة وكرة اليد وكرة التنس الأرضي وتنس الطاولة وبناء الأجسام والسباحه. ويقع النادي في الجهة الغربية من الجارودية بالقرب من قاعة الملك عبد الله بن عبد العزيز آل سعود الوطنية ومبنى قيادة قوات الأمن الخاصة بالمنطقة الشرقية.

## التأسيس
كانت بداية تأسيس النادي في عام 1378هـ وكان يحمل اسم «التحرير» واستمر لأكثر من عام ثم استبدل باسم نادي الطيران وكان نشاط النادي مقتصرًا على لعبة كرة القدم، وبعد تأسيس اتحاد الكرة في المنطقة الشرقية في عام 1379هـ انضم نادي الطيران إلى هذا الاتحاد وبدأ يتسع نشاطه الرياضي ليشمل كرة القدم، الطائرة، السلة، التنس حيث أقيمت عدة مباريات مسجلة رسميًا مع أندية الدمام والخبر والقرى المجاورة. وفي عام 1397هـ صدر قرار وزارة الرياضة رقم 428 بتاريخ 12/03/1396هـ بتسجيل النادي باسم نادي الطيران وتشكلت إدارة مؤقتة لمدة سنة كان يرأسها حسن علوي آل السيد حسين، وفي نفس العام 1396هـ صدر قرار بتعديل اسم نادي الطيران إلى نادي المحيط.
تعاقب على رئاسة النادي تسعاء رؤساء هم علي عواد المرهون، صالح أحمد مريبط، حسن علوي آل السيد حسين، محمد علي آل شهاب، إبراهيم قاسم الجارودي، حسين علي السمين، محمد أحمد آل عبد رب الرضا، عبد الله صالح الجارودي،وسالم منصور السليمان وهو رئيس النادي الحالي.

## انحسار الألعاب
يلاحظ أن عدد الألعاب القائمة حاليًا أقل من عدد الألعاب التي كانت تُمارس سابقًا، وذلك بسبب الظروف المالية الصعبة التي يواجهها النادي، ومن أبرزها لعبة الجمباز حيث كان الفريق يضم كوكبة من نجوم اللعبة على مستوى المنطقة، وحقق عدة إنجازات على مستوى المكتب والمنطقة. والأمر نفسه ينطبق على ألعاب القوى حيث كان النادي زاخرًا بالعديد من النجوم الواعدين.
يقول رئيس النادي محمد أحمد آل عبد رب الرضا: لكل ناد رياضي إنجازات يفخر بها، ونادي المحيط له العديد من الإنجازات فكرة الطائرة بدأت مع بداية تأسيسه وفي فترة بسيطة لم تزد على السنتين من تأسيس النادي كانت انطلاقة هذه اللعبة نحو التميز، حيث صعدت اللعبة في الموسم الرياضي 1399 ـ 1400هـ من دوري الدرجة الثانية إلى دوري الدرجة الأولى وفي الموسم الذي يليه مباشرة 1400 ـ 1401هـ صعد الفريق إلى دوري الممتاز لكرة الطائرة وسطر أجمل البطولات وأروع الملاحم في كرة الطائرة فقدم أبطاله إلى منتخب المملكة لكرة الطائرة ومنهم محمد أحمد آل عبد رب الرضا، سالم حسن العلوي، حسن حسن العلوي، عمر العمران وغيرهم كثير، ونتيجة لهذا التفوق حققت كرة الطائرة بنادي المحيط كأس المركز الأول لمسابقة كأس فرق الدوري الممتاز بالمملكة في الموسم الرياضي 1409هـ، ودرع الدوري الممتاز بكرة الطائرة بالمملكة في الموسم الرياضي 1410هـ.

## اجتهادات القدم
في بداية تأسيس النادي كانت اللعبة الوحيدة التي تمارس هي لعبة كرة القدم، وكان لهذه اللعبة حضورها المتواضع شأنها شأن أندية محافظة القطيف، وذلك حسب الإمكانيات المتاحة والظروف المالية المتوفرة وما يلاحظ هو أن هذه اللعبة خلال السنوات الأخيرة أخذت تخطو خطوات جادة نحو التطور والتقدم، فحقق ناشئو اللعبة وصافة دوري محافظة القطيف للموسمين 1427 ـ 1428هـ و 1428 ـ 1429هـ والمركز الثالث على مستوى المنطقة الشرقية للموسم الرياضي 1428 ـ 1429هـ قبل أن يتوج مجهوداته وتميزه بحصولة على بطولة دوري القطيف للموسم الرياضي 32/1433 هـ.
أما فريق الشباب فقد حقق وصافة دوري محافظة القطيف للموسم الرياضي 1429 ـ 1430هـ والمركز الرابع على مستوى المنطقة الشرقية للموسم الرياضي 1429 ـ 1430هـ وتمكن من الحصول لأول مرة على بطولة دوري القطيف اللموسم الرياضي 32/1433 هـ، وبرزت منه مجموعة من اللاعبين حيث تم اختيار كل من حسين علي الرمضان وأكرم عبد الله طرموخ للانضمام إلى منتخب المنطقة الشرقية في الموسم الرياضي 1429 ـ 1430هـ لتأهيل اللاعبين المميزين إلى منتخب المملكة لدرجة الشباب ويعتبر اللاعب حسين حسن النطار مواليد سنة 2000 هو أول لاعب محيطي يصل إلى أحد المنتخبات الوطنية للعبة كرة القدم ومن أجل تطوير اللعبة فقد قامت إدارة النادي بالتعاقد مع المدرب الجزائري الكابتن الحاج عدلان عبد الرحمن لقيادة كرة القدم بنادي المحيط، حيث أن الحاج عدلان يمتلك سجلا حافلا بالإنجازات الرياضية في الجزائر والمملكة وبالفعل وتحت قيادته حقق فريق كرة القدم الأول بطولة محافظة القطيف للموسم الرياضي 1430 - 1431 هـ.
التأسيس الفعلي لكرة السلة كان في الموسم الرياضي 1428 ـ 1429هـ بقيادة المدرب الوطني السيد ناصر السادة، وبعد عام واحد من التأسيس حققت اللعبة قفزة سريعة حيث حققت اللعبة لدرجة الناشئين وصافة دوري محافظة القطيف في الموسم الرياضي 1429 ـ 1430هـ متخطية فرقا سبقتها في التأسيس ليتأهل الفريق إلى تصفيات المنطقة الشرقية كأول مرة في تاريخ اللعبة في النادي، وفي تصفيات المنطقة الشرقية حققت اللعبة المركز الثالث في الموسم الرياضي 1429 ـ 1430هـ وكان الفريق قاب قوسين أو أدنى من تحقيق وصافة بطولة المنطقة الشرقية لولا فارق الخبرة نظير العمر الزمني القصير لهذه اللعبة بالنادي وقد حصل الفريق في تصفيات المنطقة الشرقية على مركز الفريق المثالي ومركز الفريق الواعد.
في الموسم الرياضي 1431 - 1432 هـ تمكن فريق كرة السلة لدرجة الناشئين من تحقيق البطولة الرسمية الأولى له حين أحرز بطولة محافظة القطيف ومن ثم نال وصافة بطولة المنطقة الشرقية ليتأهل بعد ذلك إلى بطولة المملكة للأندية للصعود للدوري الممتــاز و لكن شهد الموسم تعثر صغار المحيط
وقد هبط الفريق من اول موسم له وعاد بعد 8 مواسم للدوري الممتاز بابناء النادي في الموسم الرياضي2024/2023.